# David Gitari
David Mukuba Gitari (16 settembre 1937 – Nairobi, 30 settembre 2013) è stato un arcivescovo anglicano keniota, che dal 1997 al 2002 è stato il vescovo della diocesi anglicana di Nairobi e il terzo Primate della Chiesa anglicana del Kenya.

## Biografia
Dopo aver frequentato la Kangaru High School, a Embu, si laureò in lettere all'Università Nairobi. 
Nel 1972 ricevette l'ordinazione sacerdotale dal vescovo Obadiah Kariuki e il 20 luglio 1975, a soli 37 anni, fu consacrato vescovo, divenendo il primo titolare della diocesi del Monte Kenya orientale.
 
Quando nel 1990 la diocesi del Monte Kenya orientale fu divisa in due nuove diocesi, Embu e Kirinyaga, mons. Gitari fu assegnato a quest'ultima, nella quale rimase per altri sei anni.
Durante il suo episcopato, istituì il St. Andrews College of Theology and Development di Kabaré, città del dipartimento di Bilanga, nel Burkina Faso. Inoltre, promosse la nascita di varie missioni nelle università keniote, nonché lo sviluppo, l'educazione teologica, il rinnovamento liturgico e l'ordinazione delle donne al sacerdozio. Ricoprì l'incarico di presidente del Consiglio provinciale di educazione teologica presso la Chiesa anglicana del Kenya e quella di presidente del direttivo del St. Paul's United Theological College, a Limuru, coinvolto nel movimento ecumenico, sia con protestanti che cattolici romani.
Gitari predicò e si schierò contro le uccisioni politiche e contro le riforme costituzionali antidemocratiche, che abolivano la segretezza del voto durante le elezioni generali del 1988. Il suo impegno sociale e pastorale contro l'accaparramento delle terre e l'ingiustizia sociale fu avversato dalla politica e gli procurò molti nemici. Nella notte del 21 aprile 1989, la sua dimora fu saccheggiata da un gruppo di circa 100 criminali che minacciarono di ucciderlo, ma furono messi in fuga grazie all'intervento dei vicini.
A gennaio del 1997 fu eletto terzo Primate e Arcivescovo della Chiesa anglicana del Kenya, succedendo a mons. Manasses Kuria, il cui mandato episcopale era terminato tre anni prima. Il 12 gennaio 1997 si insediò nella Cattedrale di Ognissanti, a Nairobi.

Durante il suo ministero, operò per la pace e l'unità della Chiesa Anglicana e delle numerosi diocesi prive di vescovi e alterate da accuse di nepotismo, tribalismo e di ingerenze indebite della politica sulla sfera religiosa. Gitari rilanciò il programma di formazione teologica anglicana, nelle diocesi in cui era caduto in disuso, contribuendo alla nascita del sito ufficiale della Chiesa anglicana del Kenya.
Gitari rimase in carica fino al 16 settembre 2002. Una settimana dopo, il 22 settembre, mons. Benjamin Nzimbi, eletto quarto Primate della Chiesa anglicana del Kenya, lo onorò durante il suo discorso di intronizzazione nella Cattedrale di Nairobi, con un poema in lingua kishwahili, che recitava:
(Mons. Benjamin Nzimbi, Cattedrale di Ognissanti, a Nairobi, 22 settembre 2002)
Il sacerdote anglicano keniota Alfred S. Keyas scrisse su Gitari:
(Alfred S. Keyas, 14 settembre 2013)
Gitari si spense all'ospedale Mater di Nairobi il 30 settembre 2013, all'età di 76 anni.

## Genealogia episcopale
La genealogia episcopale è:
- Vescovo William Barlow
- Arcivescovo Matthew Parker
- Arcivescovo Edmund Grindal
- Arcivescovo Richard Bancroft
- Arcivescovo George Abbot
- Arcivescovo George Montaigne
- Arcivescovo William Laud
- Vescovo Brian Duppa
- Arcivescovo Gilbert Sheldon
- Vescovo Henry Compton
- Arcivescovo William Sancroft
- Vescovo Jonathan Trelawny
- Arcivescovo John Potter
- Arcivescovo Robert Hay Drummond
- Arcivescovo William Markham
- Arcivescovo Edward Venables-Vernon-Harcourt
- Arcivescovo John Bird Sumner
- Vescovo John Jackson
- Arcivescovo Frederick Temple
- Arcivescovo Cosmo Lang
- Arcivescovo William Temple
- Arcivescovo Geoffrey Francis Fisher
- Arcivescovo Festo Olang'
- Arcivescovo David Mukuba Gitari

## Opere
Mons. Gitari pubblicò numerosi libri e sermoni, fra i quali si ricordano in particolare: 
- Let the Bishop Speak (1986)
- In Season and Out of Season: Sermons to a Nation (1996)
- Troubled But Not Destroyed, autobiografia pubblicata postuma nel 2014.[4]